# Rosario Flores
Pour les articles homonymes, voir Rosario (prénom) et Flores.
Rosario del Carmen González Flores (Madrid, 4 novembre 1963) est une chanteuse, compositrice et actrice gitane espagnole. Elle a notamment gagné le Grammy Latino du meilleur album vocal pop féminin en 2002 et 2004 avec Muchas Flores et De mil colores.

## Biographie
Elle est la fille de Antonio González 'El Pescaílla' et de l'artiste mythique Lola Flores. Elle est aussi la sœur de l'actrice chanteuse Lolita Flores et du chanteur Antonio Flores. Elle est aussi la nièce de la chanteuse Carmen Flores et tante des actrices Elena Furiase et Alba Flores. Elle a une fille avec Carlos Orellana et un fils avec Pedro Lazaga, le fils du réalisateur Pedro Lazaga, qu'elle avait connu en 2001 durant le tournage de Parle avec elle. Ce deuxième enfant, Pedro Antonio, est né le 21 janvier 2006, c'est-à-dire le même jour que la date de naissance de sa grand-mère Lola Flores.
Entre septembre et décembre 2012, Rosario fait partie du jury de The Voice (Espagne) comme coach, son travail consistant à sélectionner des candidats lors des Auditions à l'aveugle pour former une équipe. Elle conserve son siège de coach pour la seconde édition de The Voice 2013.

## Carrière

### 1963-1992
Le 4 novembre 1963, Lola Flores fait une petite pause dans sa carrière artistique pour donner naissance à son troisième enfant, né de son union avec El Pescaílla. Avec une mère telle que Lola, l'une des grandes figures de la chanson espagnole, et El Pescaílla, le créateur de la "rumba catalana", le choix de Rosario de suivre les pas de ses parents n'a surpris personne. Elle est d'ailleurs aujourd'hui devenue une artiste reconnue dans le monde entier, notamment en Espagne et en Amérique latine.
Alors que le monde de l'interprétation lui plaît beaucoup, Rosario tente sa première incursion dans le monde de la musique en 1984 avec Vuela una noche. Elle affirme à propos de cette chanson : « Je l'ai faite très jeune et j'avais peur de dire ceci ne me plaît pas. Elle a été plutôt bonne mais n'a eu aucune répercussion. » Ce qui est certain, c'est qu'aujourd'hui, il est quasiment impossible d'acquérir cette chanson et dans la plupart des biographies de l'artiste, elle n'apparaît pas.
En 1992, elle enregistre ce qui est considéré comme son premier disque De Ley, composé en majorité par son frère Antonio, et qui connaîtra un grand succès grâce à des chansons comme Mi gato ou Sabor Sabor, des titres qui sont désormais ancrés dans l'histoire de la pop et du rock en Espagne.
Avec ce disque, Rosario apporte de la fraîcheur et de l'originalité à la pop espagnole et peu à peu, la critique et le public voient en Rosario l'une des grandes promesses de la musique espagnole. De ley devient l'un des disques les plus vendus cette année-là et obtient de nombreux prix parmi lesquels le Ondas de l'artiste révélation de l'année.

### 1994—1996
En 1994, elle connaît un succès impressionnant avec son album Siento, à nouveau composé en majorité des chansons de son frère Antonio, et produit par Fernando Illán.
Cependant, durant plusieurs années, Lola Flores supporte un cancer pour lequel elle sera soumise à différentes opérations et tentera de dépasser sa douleur lors de ses représentations publiques. Elle s’arrêta de vivre le 16 mai 1995 dans sa maison de La Moraleja. Ce jour-là, l'Espagne se vit paralysée : La Faraona était décédée et avec elle, la légende du flamenco. Le 30 mai, Antonio Flores fut retrouvé mort à son tour, ne pouvant supporter la mort de sa mère.
Malgré la tristesse d'avoir perdu sa mère et son frère à 15 jours d'intervalle à peine, Rosario doit continuer d'avancer sur le plan professionnel. C'est durant l'été 1995 qu'elle consolide sa notoriété dans le monde musical espagnol comme artiste de scène, démontrant toute la force et l'énergie de sa race, sa magie gitane et ses racines du flamenco dans la danse héritée de sa mère. Lola Flores avait coutume de dire que sa fille avait hérité de son génie, de son art et de sa force sur scène.
En 1996, deux naissances ont redonné le sourire à Rosario et au reste de la famille. D'un côté, celle de sa fille, fruit de sa relation avec Carlos Orellana, et d'autre part, son troisième disque Mucho por vivir, cette fois-ci, sans l'aide et la collaboration de son âme sœur et frère, Antonio. Tout le disque rend un hommage évident à la mémoire de ce dernier, surtout la chanson qui fut le premier single Qué bonito, écrit et composé par elle-même, dans laquelle Rosario, avec la mélancolie de sa voix cassée, chante des paroles qui caressent le souvenir de son frère. Avec ce disque, Rosario réussit à vendre plus de 400 000 copies en Espagne.

## Discographie

### Albums
- 1984 : Vuela de Noche (EP)
- 1992 : De ley (3× Platine - Espagne)
- 1994 : Siento (2× Platine - Espagne)
- 1996 : Mucho por vivir (4× Platine - Espagne)
- 1999 : Jugar a la locura (Or - Espagne)
- 2002 : Muchas flores (3× Platine - Espagne. Or - Argentine)
- 2003 : De mil colores (Or - Espagne)
- 2006 : Contigo me voy (1× Platine - Espagne)
- 2008 : Parte de mí (2× Platine - Espagne)
- 2009 : Cuéntame
- 2011 : Raskatriski (Disque d'or - Espagne)
- 2013 : Rosario
- 2016 : Gloria a ti
- 2021 : Te lo digo todo y no te digo ná

### Live
- 2008 : Concierto grabado en el Gran Teatre Liceu de Barcelona (CD+DVD - Parte de mí, edición de lujo)
- 2009 : Grandes éxitos en directo (2CD de 20 titres + DVD de 20 titres - enregistré le 6 octobre 2008, à l'Espacio Z de Saragosse)
- 2009 : Grandes Éxitos : (1CD de 13 titres + DVD de 20 titres - enregistré le 6 octobre 2008, à l'Espacio Z de Saragosse)
- 2017 : Noche de Gloria en el Teatro Real (1CD de 17 titres + DVD de 24 titres -  enregistré le 28 juillet 2017, au Théâtre royal de Madrid))

### Compilations
- 2009 : Mientras me quede corazón - Grandes éxitos, grandes versiones (2CD+DVD)
- 2012 : Las voces de Rosario (Rosario revisite ses succès, accompagnée de multiples artistes)
- 2012 : Esencial Rosario (2CD)
- 2013 : Lo mejor de... Rosario

### Singles
- 1976 : "Que querra decir esto" (En tant que Rosario Ríos)
- 1984 : "Pienso En Ti"
- 1992 : "Mi gato"
- 1992 : "Sabor, sabor"
- 1992 : "Escucha, primo"
- 1993 : "De ley" (numéro un de Los 40 principales)
- 1993 : "Mia Mama"
- 1994 : "Te llamo a gritos"
- 1994 : "Mira qué boda"
- 1994 : "Estoy aquí"
- 1994 : "La estrella"
- 1995 : "Yo te daré"
- 1995 : "Ay, qué calor"
- 1995 : "Ese beso"
- 1995 : "Sus fantasías"
- 1996 : "Qué bonito" (numéro un de Los 40 principales)
- 1996 : "Mucho por vivir"
- 1997 : "A tu lado" (numéro un de Los 40 principales)
- 1997 : "Quiero cantar"
- 1999 : "Jugar a la locura"
- 1999 : "Nada mejor"
- 1999 : "Yo me pregunto"
- 2000 : "Te lo juro yo"
- 2001 : "Cómo quieres que te quiera" (numéro un de Los 40 principales)
- 2001 : "Al son del tambor"
- 2001 : "Muchas flores"
- 2002 : "Agua y sal"
- 2002 : "Rosa y miel"
- 2003 : "De mil colores"
- 2003 : "Aguanta ahí"
- 2004 : "Juras de samba", en duo avec Carlinhos Brown.
- 2006 : "El beso (contigo me voy)"
- 2006 : "Mientras me quede corazón"
- 2006 : "En el mismo lugar"
- 2008 : "Algo contigo"
- 2008 : "No dudaría" (numéro un de Los 40 principales)
- 2009 : "El sitio de mi recreo", en duo avec Antonio Carmona.
- 2009 : "Cuéntame"
- 2010 : "Soy rebelde"
- 2010 : "El run run", avec Estopa
- 2011 : "Estoy cambiando"
- 2011 : "Yo quiero vivir"
- 2011 : "Mi son", en duo avec Juan Luis Guerra
- 2011 : "Gipsy Funky Love Me Do"
- 2013 : "Luz de día", en duo avec Coti.
- 2013 : "Yo me niego".

## Filmographie
- 1982 : Colegas de Eloy de la Iglesia
- 1990 : Contra el viento de Francisco Periñán
- 1991 : Chatarra de Félix Rotaeta
- 2002 : Parle avec elle (Hable con ella) de Pedro Almodóvar

## Prix et nominations

### Prix
- 2001 : Prix Grammy Latino au meilleur album pop vocal féminin avec Muchas Flores
- 2002 : Prix de la Musique à la meilleure chanson avec Cómo quieres que te quiera
- 2004 : Prix Grammy Latino au meilleur album pop vocal féminin avec De mil colores
- 2008 : Premio Ondas au meilleur album pop vocal féminin avec Parte de mí
- 2008 : Premio EñE à la meilleure interprétation soliste féminine avec No dudaría
- 2008 : Premio EñE à la meilleure version d'un thème avec No dudaría
- 2011 : Prix Casandra, Republique Dominicaine, pour l'ensemble de sa carrière
- 2020 : Médaille d'or du mérite des beaux-arts, décernée par le Ministère de la Culture espagnol[3]

### Nominations
- 2008 : Prix Grammy Latino au meilleur album pop vocal féminin avec Parte de mí
- 2008 : Premios EñE au meilleur album de l'année avec Parte de mí
- 2010 : Nomination Grammy Latino au meilleur album pop vocal féminin avec Cuéntame
- 2008 : Premios EñE à la meilleure collaboration avec Cómo me las maravillaría yo avec Paulina Rubio
- 2008 : Premios Principales à la meilleure artiste soliste
- 2008 : Premios Principales au meilleur album de l'année avec Parte de mí
- 2008 : Premios Principales au meilleur album de l'année avec La Distancia